# L'assassin rôde toujours
Pour les articles homonymes, voir The Spider.
Pour plus de détails, voir Fiche technique et Distribution.
L'assassin rôde toujours (titre original : The Spider) est un film américain de Robert D. Webb sorti en 1945.

## Synopsis
Un détective privé est poursuivi à la fois par la police et par un mystérieux tueur.

## Fiche technique
- Réalisation : Robert D. Webb
- Scénario : Lowell Brentano, Irving Cummings Jr., Jo Eisinger
- Durée : 63 minutes
- Producteur : Ben Silvey
- Musique : David Buttolph
- Date de sortie : 
  - États-Unis : décembre 1945

## Distribution
- Richard Conte : Chris Conlon
- Faye Marlowe : Delilah 'Lila' Neilsen, alias Judith Smith
- Kurt Kreuger : Ernest, alias Le Grand Garonne
- John Harvey : Burns
- Martin Kosleck : Mihail Barak
- Mantan Moreland : Henry
- Walter Sande : Détective-lieutenant Walter Castle
- Cara Williams : Wanda Vann
- Charles Tannen : Détective Tonti
- Margaret Brayton : Jean
- Ann Savage : Florence Cain
- Harry Seymour : Ed, le barman
- Jean Del Val : Henri Dutrelle
- Odette Vigne : Mme Dutrelle
- James Flavin : Officier Johnny Tracy
- Roy Gordon : Pickett, le dramaturge et compagnon de beuverie
- Lane Chandler, Eddie Hart : Officiers de police en voiture
- Ruth Clifford : Mme Gillespie, locataire
- George Beranger : Gérant d'immeuble